# ニュース&ワイド マイユウ!
『ニュース&ワイド マイユウ!』（ニュースアンドワイド マイユウ）は、2005年4月1日から2007年3月30日までテレビ愛知で放送された5代目の報道番組。テレビ東京系全国ネットニュース『速ホゥ!』のテレビ愛知ローカルパートに相当する。番組表上では「マイユウ」と表記されていた。

## 概要

### 主な放送内容
東海3県各地のニュースや各種生活情報を放送。テレビ愛知の放送対象エリアである愛知県は元より、一部地域で同局が視聴可能な岐阜県や三重県も取材対象にしていた。取材協賛は日本経済新聞名古屋支社、中日新聞社。前身の『TXNニュースアイ』ローカルパートでは相澤伸郎と渡辺由紀子がキャスターを務めていたが、この番組からを渡辺が1人でメインを務めるようになった。

### 番組史
それまで平日夕方に放送されていたテレビ東京系全国ネットニュース『TXNニュースアイ』が『速ホゥ!』へリニューアルするのに伴い、テレビ愛知は『ニュースアイ』の中で放送してきたローカルパートに『ニュース&ワイド マイユウ!』と独自の番組タイトルを付けてリニューアルさせた。放送開始から1年間は、『速ホゥ!』全国パートが終了した直後の17:25から放送されていた。
その後、2006年春の改編でそれまで18:00に編成されていたテレビアニメの放送枠が『アニメ530』と題して17:30から放送開始になったことを受け、テレビ東京以外の系列地方局はそれまで17:25以降に放送してきたローカルニュースの枠の確保を迫られた。17:00からの『速ホゥ!』全国パートはその後も放送時間を変えることなく放送され続けたため、テレビ愛知はそれまで16:55までフルネットしてきた『レディス4』を16:45で途中飛び降りし、この『マイユウ!』を16:45から16:59までと17:24から17:30までの2部構成にすることで対処した。つまり、同年4月以降は『速ホゥ!』全国パートを逆内包する形になった。
さらにその後、2007年春の改編を機に系列局一律で16:54から『速ホゥ!』全国パートを放送し、17:13から17:15までのいずれかの時刻よりローカルパートを放送するよう定められたことを受け、テレビ愛知は『マイユウ!』の第1部と第2部を17:14からの16分枠へ一本化し、同時に番組タイトルもテレビ東京発のものと同じ『速ホゥ!』へと改めた。『マイユウ!』時代に実施していたコーナーの一部は、その後の『速ホゥ!』ローカルパートでも引き続き行われていた。

## 出演者

### キャスター
- 渡辺由紀子（当時テレビ愛知アナウンサー）

### リポーター
- 中本克樹（当時テレビ愛知アナウンサー） - 「マイユウ!MARKET」のコーナーを担当。
- 相澤伸郎（テレビ愛知アナウンサー） - 「マイユウ!MARKET」のコーナーを担当。
- 高木大介（当時テレビ愛知アナウンサー）
- 陶山慎晃（当時テレビ愛知アナウンサー）
- 清水美智子（当時テレビ愛知アナウンサー）
- 改野由佳（当時テレビ愛知アナウンサー）
- 水口美希（当時テレビ愛知アナウンサー）

### 気象情報担当
- 城田敦子（ライフビジネスウェザー所属の気象予報士）

## 放送時間
いずれもJST。
- 月曜 - 金曜 17:25 - 17:52（2005年4月1日 - 2006年3月31日）
- 月曜 - 金曜 16:45 - 17:30（2006年4月3日 - 2007年3月30日） - 16:59までと17:24からの2部構成になり、間の時間帯で『速ホゥ!』全国パートを放送するという形式へ移行。

## 番組構成

### 2006年4月 - 2007年3月
時刻はおおよその目安。
- 16:45 16:57頃までローカルニュースあるいは各種コーナーを放送。
- 17:00 速ホゥ!
- 17:24 天気予報
- 17:26頃 ニュース - ヘッドライン形式で1本から2本ほど伝えていた。
- 17:27頃 エンディング - お天気カメラからの映像と音楽を流していた。

## 主なコーナー
不定期で以下のコーナーを放送していた。
- かめりぽ - 番組カメラ班が追跡取材したVTRを放送していたコーナー。
- 流行MON - 注目の新製品や人気スポットをVTRで紹介していたコーナー。
- エンタメ - 週末のおすすめスポットの紹介と星占いのコーナー。
- 特集
- マイユウ!MARKET - 経済関連の情報コーナーで、放送日当日の『Second Call』でサブキャスターを務めたアナウンサーが担当していた。

| テレビ愛知 平日17:25枠 | テレビ愛知 平日17:25枠                                                                                              | テレビ愛知 平日17:25枠                                                                            |
| 前番組 | 番組名 | 次番組                                                                                            |
| --- | --- | ------------------------------------------------------------------------------------------------- |
| TXNニュースアイ ローカルパート （17:25 - 17:55）                                                                                                  | ニュース&ワイド マイユウ! （2005年4月 - 2006年3月）                                                                 | ニュース&ワイド マイユウ! 第2部 （17:24 - 17:30） 爆球Hit! クラッシュビーダマン （17:30 - 18:00） |
| テレビ愛知 平日16:45枠 | |                                                                                                   |
| レディス4 / イヴニング インフォメーション （16:00 - 16:55 / 16:55 - 17:00） 速ホゥ! / ニュース&ワイド マイユウ! （17:00 - 17:25 / 17:25 - 17:52） | ニュース&ワイド マイユウ! 第1部 （2006年4月 - 2007年3月） ニュース&ワイド マイユウ! 第2部 （2006年4月 - 2007年3月） | レディス4 / 速ホゥ! （16:00 - 16:54 / 16:54 - 17:14） 速ホゥ! ローカルパート （17:14 - 17:30）    |